# East Butler
East Butler es un borough ubicado en el condado de Butler en el estado estadounidense de Pensilvania. En el año 2000 tenía una población de 679 habitantes y una densidad poblacional de 251 personas por km².

## Geografía
East Butler se encuentra ubicado en las coordenadas 40°52′40″N 79°50′38″O / 40.87778, -79.84389.

## Demografía
Según la Oficina del Censo en 2000 los ingresos medios por hogar en la localidad eran de $34,821 y los ingresos medios por familia eran $41,375. Los hombres tenían unos ingresos medios de $32,917 frente a los $24,375 para las mujeres. La renta per cápita para la localidad era de $20,242. Alrededor del 8.4% de la población estaba por debajo del umbral de pobreza.